# 堀田鼎
堀田鼎（日语：／ Hotta Kanae，1883年9月—1942年2月24日），日本福島縣安積郡河内村（今福島縣郡山市逢瀨町河內）人，滋賀縣知事、群馬縣知事、千葉縣知事、臺灣總督府交通局總長兼交通局鐵道部長。

## 生平
明治十六年（1883年）9月生於福島縣安積郡河内村（今福島縣郡山市逢瀨町河內），為堀田喜左衛門之子、堀田貢之弟。四十一年（1908年）畢業於東京帝國大學工科大學土木工學科。四十四年（1911年）11月高等文官試驗行政科合格。四十五年（1912年）東京帝國大學法科大學畢業，就任內務省土木局屬。
大正六年（1917年）就任山口縣內務部土木課長，後歷任東京府、千葉縣理事官。十年（1921年）作為政府代表於日內瓦參加第三屆國際勞動大會。十一年（1922年）6月17日就任静岡縣警察部長，後歷任茨城縣、和歌山縣、愛知縣內務部長。
昭和三年（1928年）6月29日就任滋賀縣知事。四年（1929年）9月10日就任群馬縣知事。六年（1931年）6月27日就任千葉縣知事，任職至11月9日。七年（1932年）3月15日就任臺灣總督府交通局總長兼鐵道部長，十一年（1936年）10月16日辭職。